# Edwin Clark University
Die Edwin Clark University (ECU) ist eine private Universitat in Kiagbodo, Bundesstaat Delta, Nigeria.
Sie wurde 2015 vom Federal Executive Council of Nigeria anerkannt.

## Geschichte
Chief Edwin K. Clark war der Gründer der Edwin Clark University. Die Einrichtung wurde im Mai 2015 als Edwin Clark University of Technology (ECUT) gegründet, der Name wurde jedoch spater geandert.
Sein Gründer war ein Beispiel fur Patriotismus und dafur, der Macht beim Aufbau einer Nation die Wahrheit zu sagen.

## Programme
Nach ordnungsgemaber Akkreditierung erteilte die National Universities Commission (NUC) der Universitat im Jahr 2018 die Genehmigung, 18 Studiengange an der Einrichtung anzubieten.